# Prinzenteich (Harz)

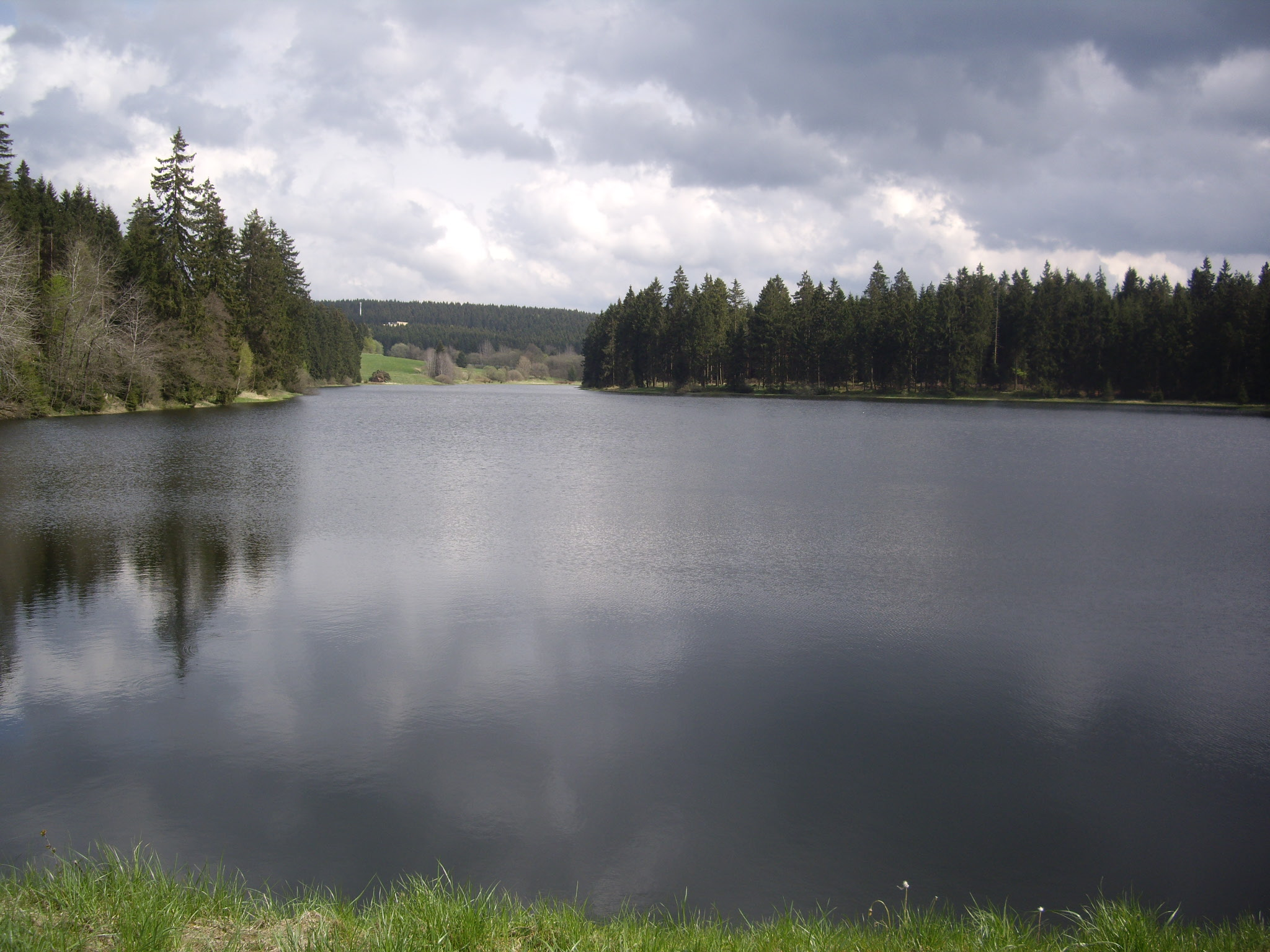
Blick vom Damm über die Wasserfläche in Richtung Osten

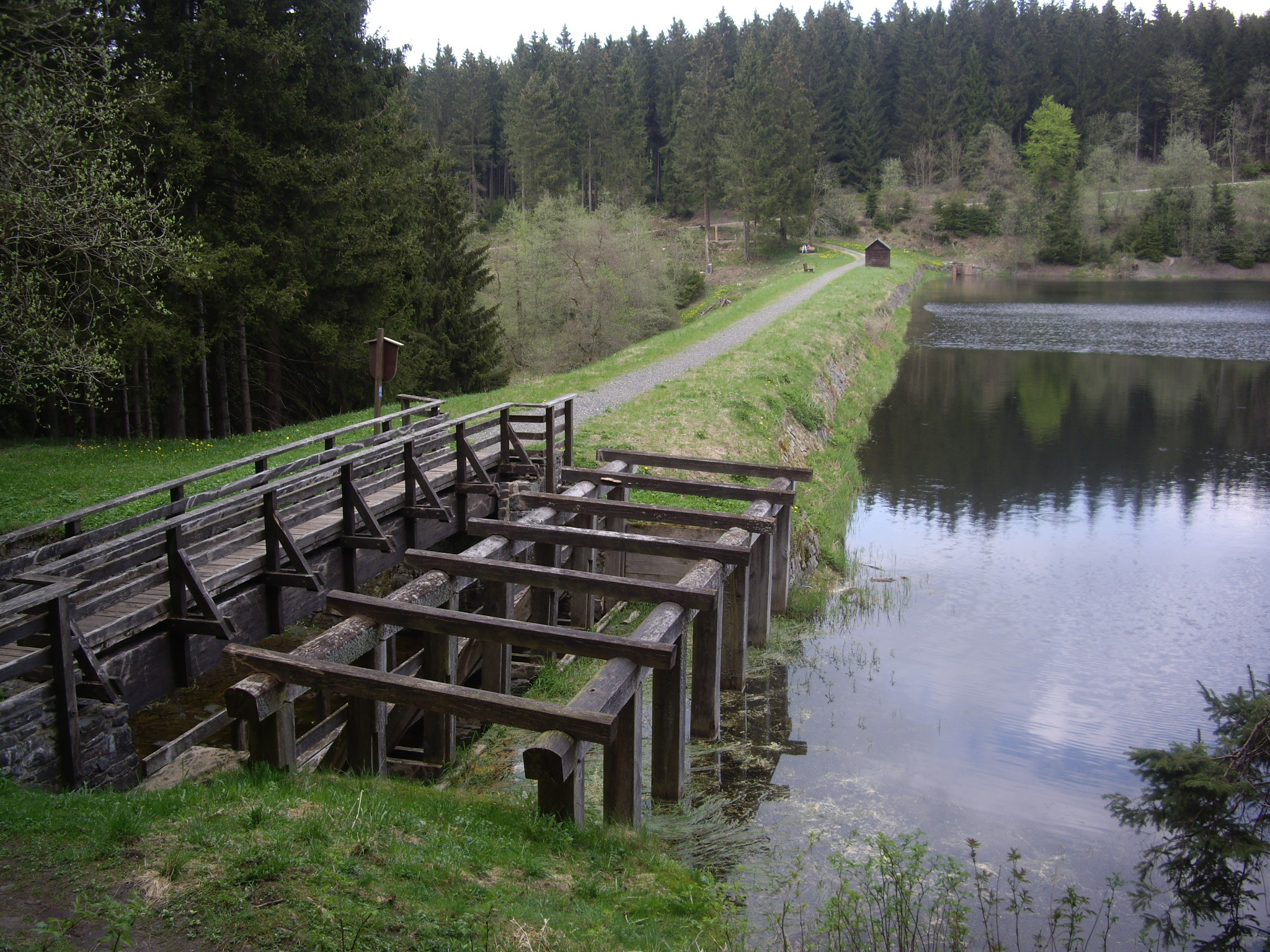
Blick auf den Damm aus Richtung Süden. Im Vordergrund links befindet sich das Jochbauwerk der südlichen Hochwasserentlastungsanlage

Der Prinzenteich ist eine historische Stauanlage bei Clausthal-Zellerfeld. Er wurde im Zusammenhang mit dem Oberharzer Wasserregal von Oberharzer Bergleuten im 17. Jahrhundert angelegt. Wie alle Oberharzer Teiche ist auch der Prinzenteich seit dem Jahr 2010 Bestandteil des UNESCO-Weltkulturerbes Bergwerk Rammelsberg, Altstadt von Goslar und Oberharzer Wasserwirtschaft.

## Lage
Der Teich liegt etwa drei Kilometer südsüdwestlich von Clausthal-Zellerfeld bzw. 1,5 Kilometer westlich des Ortsteiles Buntenbock. Oberhalb liegen im Verlauf der Innerste der Sumpfteich, der Ziegenberger Teich, der Bärenbrucher Teich und der Obere Nassenwieser Teich. An drei weiteren Zuflüssen des Prinzenteiches befinden sich der Hasenbacher Teich, der Schwarzenbacher Teich, der Alte Wasserläufer Teich, der Johann-Friedricher Teich sowie der Pixhaier Teich. Unterhalb befindet sich nach etwa 15 Kilometer Fließweg die Innerstetalsperre.

## Beschreibung
Der Staudamm wurde als Erdbauwerk, das heißt mit einer Erd- und Felsschüttung, erstellt. Dieses Dammschüttmaterial wurde örtlich gewonnen und ist von überwiegend steiniger Substanz. Die Dichtung besteht aus Rasensoden und verläuft entlang der wasserseitigen Böschung. Es handelt sich um einen Teich der „Alten Bauart“, der aber zu einem unbekannten Zeitpunkt im Bereich des Striegels zur „Neuen Bauart“ mit Striegelschacht in Dammmitte umgebaut worden ist.
Als Grundablass dient seit den 1980er Jahren eine Edelstahlleitung DN 400, die als Heber ausgelegt ist und durch elektrisch betätigte Schieber bedient wird. Die historische Striegelanlage wurde seinerzeit außer Betrieb gesetzt.
Das Bauwerk ist mit zwei Hochwasserentlastungsanlagen versehen: Die linke (südliche) Hochwasserentlastungsanlage ist mit einer Überfallbreite von fast 12 m die Hauptentlastung. Sie ist mit einem aufwendigen Jochbauwerk aus Eichenholz versehen, an dem man früher durch Einsetzen und Entnehmen von Einsatzbrettern die Überlaufhöhe verändern konnte. Rechts (nördlich) befindet sich eine weitere Ausflut in Form eines bergmännisch angelegten 50 m langen Stollens. Auch hier kann mittels Einsatzbrettern die Überlaufhöhe verändert werden.
Der Damm ist auf gesamter Länge wasserseitig im oberen Bereich mit einer Wellenschutzmauer aus Trockenmauerwerk versehen.

## Bauwerkshistorie
Das Bauwerk wurde 1686 errichtet. Er diente vorrangig der Versorgung der Poch- und Hüttenwerke im Bereich des Zusammenflusses von Zellbach und Innerste, so unter anderem der Bleihütte Clausthal, aber auch dem Meding-Schacht. Mit Auffahren des Schulte-Stollens 1838 konnte sein Wasser auch dem Erzbergwerk Grund zur Verfügung gestellt werden.
Der Schlussstein am Auslaufgewölbe des Stollens rechter Überlauf ist mit der Jahreszahl 1830 versehen, vermutlich wurde in diesem Jahr diese zusätzliche Hochwasserentlastung geschaffen.
Die hölzerne Jochkonstruktion über der linken Ausflut wurde 1902, 1948 und zuletzt im Jahr 2000 komplett erneuert. Hierfür wurde wegen der Beständigkeit stets Eichenholz verwendet. Der Schlussstein im Grauwackegewölbe im Ablaufgraben unterhalb des Dammes weist die Jahreszahl 1952 auf.
1980/81 stellte man erhebliche Undichtigkeiten im Bereich der historischen Striegelkonstruktion fest. Nachdem Spülbohrungen und der Eintrag einer Bentonit-Zement-Suspension nur begrenzten Erfolg gebracht hatte, wurde 1981 der historische Striegelschacht auf unbekannte Weise verfüllt und eine Edelstahl-Heberleitung DN 400 eingebaut. Die Schieber werden elektrisch betätigt; unter dem Striegelhaus befindet sich eine Vakuumpumpe zur Entlüftung des Hebers. Im Zuge dieser Maßnahme wurde auch die Dichtung des Dammes mittels einer „Trockenschlitzwand“ auf das Niveau 524,50 m+NN erhöht.
2011 erfolgte eine weitere Dammerhöhung um bis zu 19 cm, um den Freibordnachweis für das Bemessungshochwasser erstellen zu können.

## Einzugsgebiet, Wasserwirtschaft
Das Einzugsgebiet des Prinzenteiches ist mit 10,61 km² für Oberharzer Verhältnisse sehr groß. Es besteht zum größten Teil aus Wald- und Wiesenflächen, aber auch aus der Ortslage des Ortsteiles Buntenbock. Im Regelfall wird der Prinzenteich als Überlaufteich betrieben, das heißt, der Zulauf läuft über den rechten und linken Überlauf wieder ab. Allerdings bleibt der Grundablass immer ein wenig geöffnet, da die Anlage die Innerste auf dem folgenden Fließweg sehr stark prägt und der Fluss hier aus ökologischen Gründen nicht austrocknen sollte. Etwa alle drei Jahre wird der Teich auch verhältnismäßig stark abgesenkt, um die auf dem Teichboden befindliche seltene Schlammlingspopulation erhalten zu können.
Das Abwasser aus Buntenbock wird über eine Transportleitung nördlich am Prinzenteich vorbeigeführt und geht dann mit der Abwasserleitung Innerste an der Innerstetalsperre vorbei zur Kläranlage Bredelem unterhalb von Langelsheim. Dadurch ist gewährleistet, dass Prinzenteich und Innerstetalsperre frei von Abwassereinleitungen sind.
Die Bergbaunutzung des Teiches erfolgte bis zur Stilllegung des Erzbergwerkes Grund im Jahr 1992. Bis dahin musste der Grundablass morgens um 4 Uhr geöffnet werden, damit das Wasser auf seinem knapp 10 Kilometer langen Fließweg über die Innerste, den Haus Braunschweiger Graben, den Schulte-Stollen, den Oberen Eichelberger Wasserlauf und einigen Grabenpartien und Rohrleitungen dazwischen zum Schichtbeginn gegen 6 Uhr am Erzbergwerk Grund zur Verfügung stand.

## Sonstiges
Neben dem bereits erwähnten Bestand an Schlammlingspflanzen gibt es im Teich auch einen seltenen Edelkrebsbestand. Der Prinzenteich gehört zu den fünf größten Teichen des Oberharzer Wasserregals. Er ist verkehrstechnisch gut zu erreichen. Im Bereich des Südufers befindet sich ein Grillplatz und eine Schutzhütte. Die relativ flachen Ufer laden im Sommer zum Baden ein.
Fischereitechnisch ist der Teich an einen örtlichen Angelverein verpachtet. Das nährstoffarme Stillgewässer ist mit Forelle, Schleie, Hecht, Barsch und Zander besetzt. Gastkarten können an mehreren Stellen erworben werden.

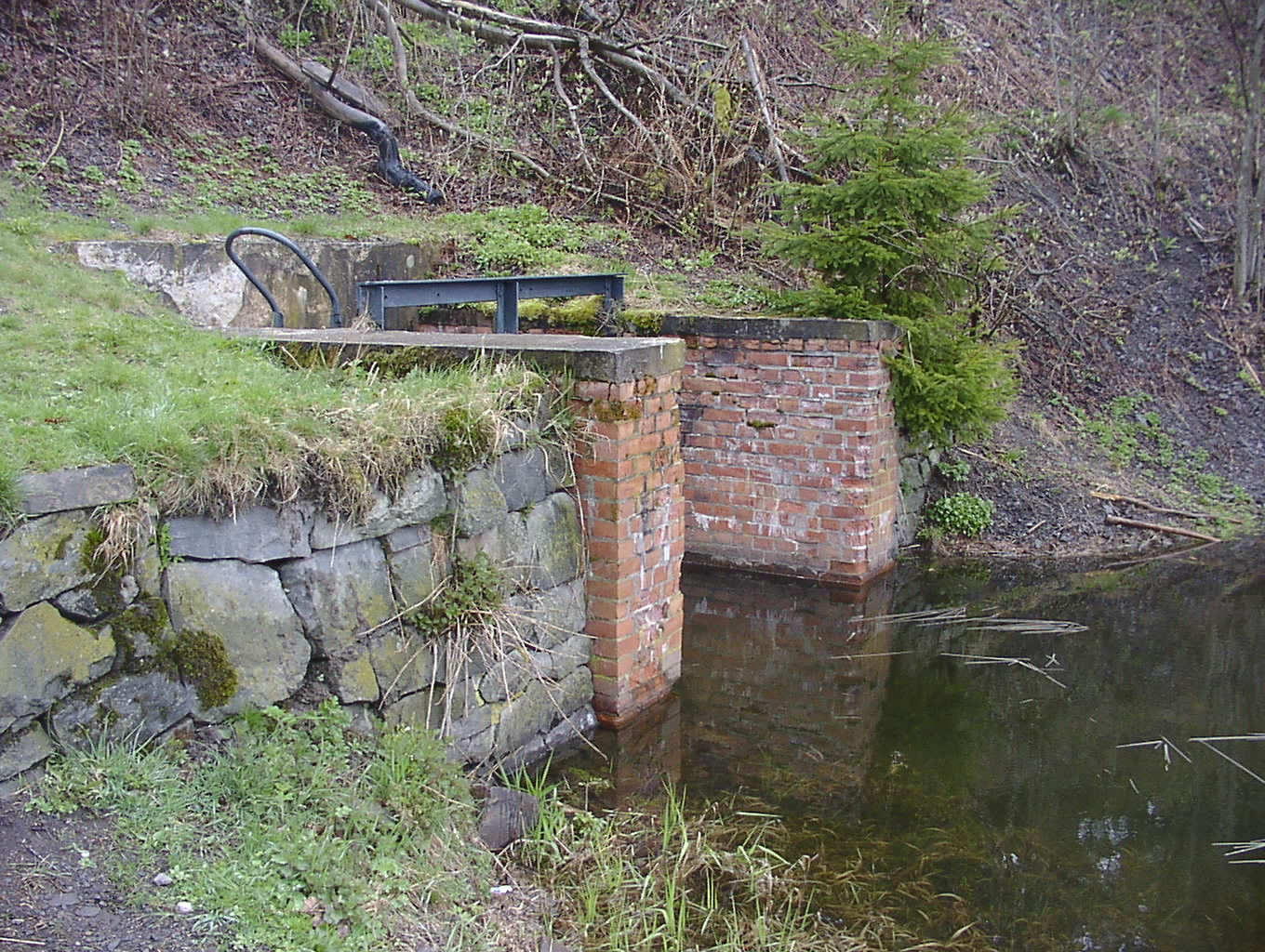
Einlauf in die nördliche Hochwasserentlastungsanlage
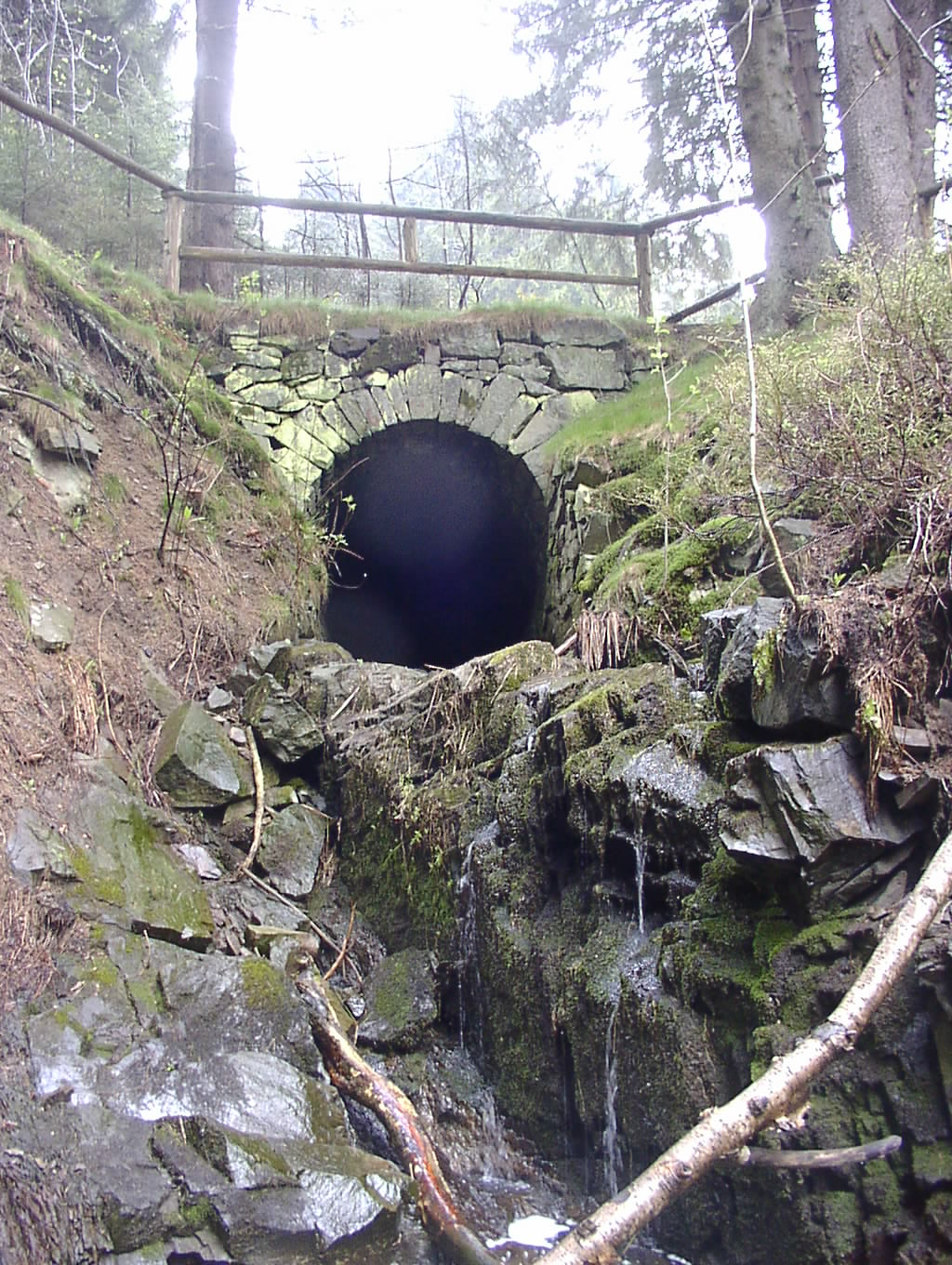
Auslauf nördliche Ausflut
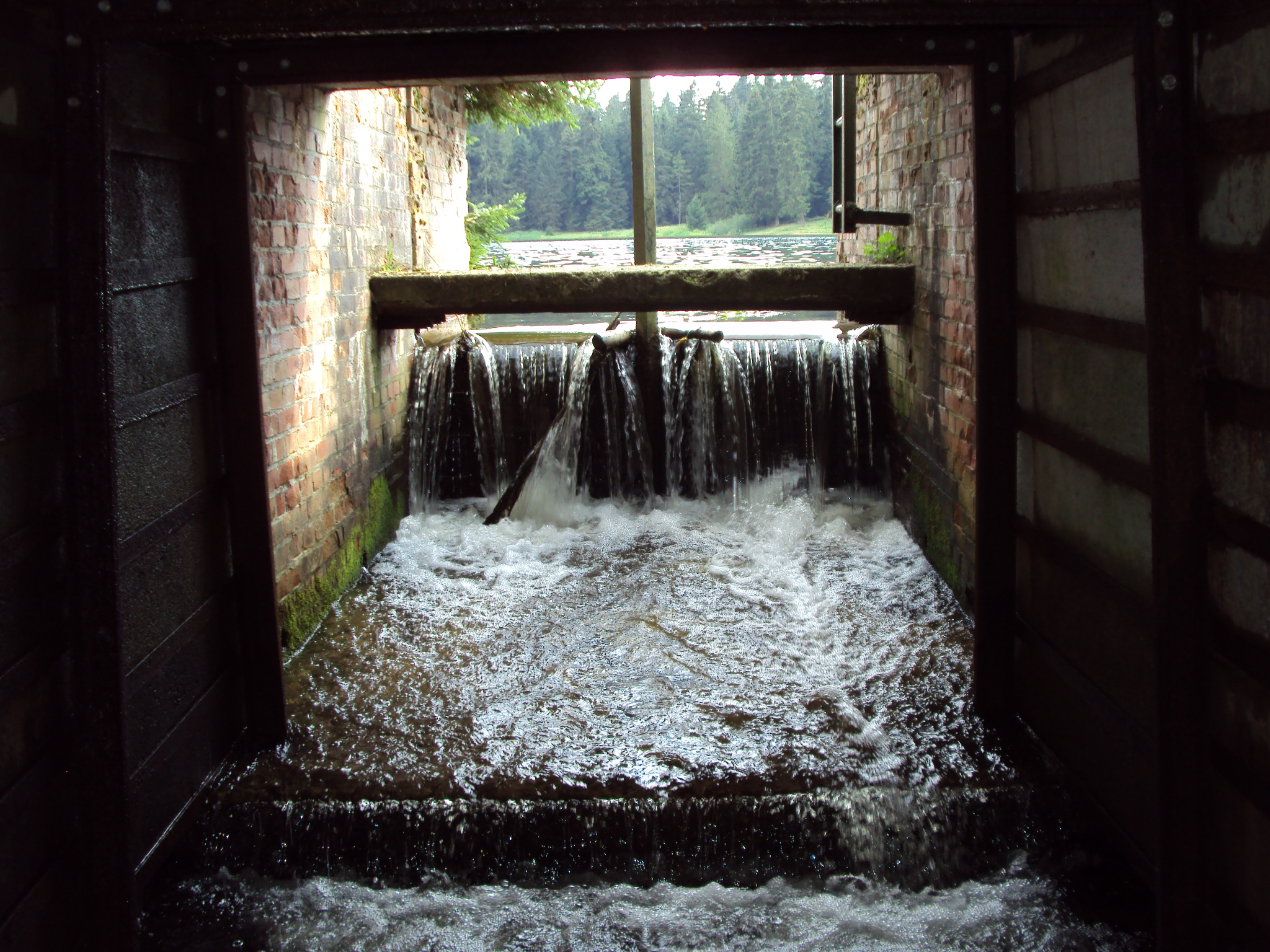
Einlauf in die nördliche Ausflut des Prinzenteiches vom Stollen aus gesehen